# وتویل
وتویل (به فرانسوی: Vatteville) یک کمون در فرانسه است که در Canton of Andelys واقع شده‌است.

## خصوصیات
وتویل ۴٫۲۷ کیلومترمربع مساحت و ۱۸۳ نفر جمعیت دارد و ۱۵۰ متر بالاتر از سطح دریا واقع شده‌است.